# 小女侍
《小女侍》，日本NHK電視台於2020年11月30日至2021年5月14日播出的第103部晨間劇，由NHK大阪放送局（BK局）拍攝製作，杉咲花主演。

## 企劃製作
此劇以昭和時代參與「松竹新喜劇」的著名喜劇女優浪花千榮子的半生為原型人物。故事背景為明治末期的大阪，竹井千代出生於南河內的一個貧苦家庭，家中母親早逝，竹井與父親和一個弟弟共同生活。9歲時，竹井從小學輟學前往道頓堀的茶屋擔任女傭。在工作期間，開始對多彩的戲劇世界充滿憧憬，並立志成為一流的女演員，於是參加了起源於大阪的「鶴龜家庭劇」，也邂逅了未來的丈夫。結婚後，夫婦兩人為理想的喜劇的目標奮鬥。但在戰爭後一切化為烏有，兩人的婚姻也出現裂痕。此時的千代轉戰廣播劇，並在其中一齣戲中飾演養育12名孩子的母親而大受好評。在此後，被稱為「大阪的母親」的她成為了喜劇界的女性代表人物被眾人景仰愛戴。
2019年10月30日，NHK公布製作相關事宜，製作人櫻井宣布由杉咲花擔任女主角。此劇未透過徵選，製作人表示企劃階段因題材之因即在八月決定主演者，並向杉咲花提出邀請。主因為「演技力高，為魅力及力量兼具的稀有年輕女演員」。原於2020年4月開鏡，但因新冠疫情而延至7月14日。
本劇的標題是古大阪方言中「在傳統茶屋或料亭工作且年紀較小的服務生」之暱稱，象徵女主角在擔任女侍的八年期間，是其驕傲且深愛的生涯起點。

## 登場人物

### 主角
- 竹井千代→天海千代→竹井千代：杉咲花（幼年期：每田暖乃）（粵語配音：楊婉潼）

本劇主角。

### 竹井家
- 竹井照夫（竹井テルヲ）：松本敦（日语：トータス松本）（粵語配音：陳力航）

千代的父親。
- 竹井栗子：宫泽艾玛（粵語配音：王綺婷）

千代的繼母。
- 竹井冴（竹井サエ）：三戶夏芽（日语：三戸なつめ）

千代的生母。
- 竹井義雄（竹井ヨシヲ）：倉悠貴（幼年期：荒田陽向）（粵語配音：簡懷甄、陳凱婷（童年））

千代的弟弟。
- 水野春子→竹井春子：每田暖乃（粵語配音：植婉雯）

栗子的外孫女，千代的姨甥女，義雄的外甥女。

### 道頓堀的人們

#### 岡田家（劇院茶屋「岡安」）
- 岡田靜（岡田シズ）：篠原涼子（粵語配音：鄭家蕙）

劇院茶屋「岡安」的女將。
- 岡田宗助：名倉潤（粵語配音：鄧燦陽）

劇院茶屋「岡安」的老闆。
- 岡田光惠（岡田みつえ）→富川光惠：東野絢香（日语：東野絢香）（幼年期：岸田結光）（粵語配音：何凱怡）

宗助的女兒。
- 岡田花（岡田ハナ）：宮田圭子（日语：宮田圭子）（粵語配音：馮詠恩）

阿靜的母親。
- 阿龜：楠見薰（粵語配音：黎皓宜）

「岡安」的侍女長。
- 富士子：土居志央梨（日语：土居志央梨）（粵語配音：石梓晴）

「岡安」的茶水小姐。
- 節子：仁村紗和（日语：仁村紗和）（粵語配音：梁倩蘅）

「岡安」的茶水小姐。
- 阿玉：古谷千紗（粵語配音：植婉雯）

「岡安」的茶水小姐。

#### 富川家（劇院茶屋「福富」）
- 富川菊：石野陽子（粵語配音：陳凱婷）

劇院茶屋「福富」的女將。
- 富川福松：岡嶋秀昭（粵語配音：周鑫霆）

劇院茶屋「福富」的老闆。
- 富川福助：井上拓哉（日语：井上拓哉）（幼年期：松本和真）（粵語配音：潘昀雋、馮詠恩（童年））

阿菊的兒子。
- 富川一福：木村風太（日语：木村風太）（幼年期：竹林遼、西村龍直；歲内王太）（粵語配音：張振熙、馮詠恩（幼年、童年））

福助與光惠的兒子。
- 椿：丹下真壽美（粵語配音：王綺婷）

「福富」的茶水小姐。
- 牡丹：澤暉蓮（日语：沢暉蓮）

「福富」的茶水小姐。
- 菖蒲：藤本久留美

「福富」的茶水小姐。

### 喜劇界的人們

#### 天海天海劇團
- 天海一平：成田凌（幼年期：中須翔真）（粵語配音：陳成港、陳雪瑩（童年））

千代的丈夫。角色原型為二代目澀谷天外。
- 天海天海：茂山宗彦（日语：茂山宗彦）（粵語配音：柯偉聰）

一平的父親。角色原型為初代澀谷天外。
- 夕：板谷由夏（粵語配音：王綺婷）

一平的母親。
- 須賀廼家千之助：星田英利（日语：星田英利）（粵語配音：周鑫霆）

一平父親的創業夥伴。角色原型為曾我廼家十吾。
- 須賀廼家天晴：澀谷天笑（日语：渋谷天笑 (2代目)）（粵語配音：郭湛深）

天海劇團一員。
- 須賀廼家德利：大塚宣幸（粵語配音：黃尉斯）

天海劇團一員。
- 漆原要二郎：：大川良太郎（日语：大川良太郎）（粵語配音：杜景煜）

天海劇團一員，專攻女形。
- 須賀廼家百久利：坂口涼太郎（日语：坂口涼太郎）（粵語配音：柯偉聰）

德利的義弟，崇拜著千之助。
- 松島寬治：前田旺志郎（粵語配音：鄭偉豪）

新團員。角色原型為藤山寬美。
- 須賀廼家萬歲：藤山扇治郎（日语：藤山扇治郎）（粵語配音：羅偉亮）

新團員。
- 朝日奈燈子→天海燈子：小西春（日语：小西はる）（粵語配音：植婉雯）

「鶴龜新喜劇」新團員，一平的出軌對象。角色原型為九重京子。
- 須賀廼家千兵衛：竹本真之（粵語配音：張振熙）

新團員。

#### 山村千鳥劇團
- 山村千鳥：若村麻由美（粵語配音：姜嘉蕾）

千代的師傅。
- 藪內清子：映美綺羅（日语：映美くらら）（粵語配音：馮詠恩）

山村劇團一員。

### 上方演劇界的人們
- 大山鶴藏：中村鴈治郎（粵語配音：周鑫霆）

演劇界的權威。角色原型為松竹創辦人白井松次郎與大谷竹次郎。
- 高城百合子：井川遙（粵語配音：陳凱婷）

千代憧憬的前輩。
- 須賀廼家萬太郎：板尾創路（日语：板尾創路）（粵語配音：柯偉聰）

當紅喜劇明星。角色原型為曾我廼家五郎。
- 早川延四郎：片岡松十郎（粵語配音：周倚天）

歌舞伎演員，阿靜的前戀人。
- 熊田：西川忠志（日语：西川忠志）（粵語配音：梁皓翔）

劇場經理。
- 高峰琉璃子（高峰ルリ子）：明日海里奧（粵語配音：陳雪瑩）

新派出身，鶴龜家庭劇的女演員。
- 小山田正憲：曾我廼家寬太郎（日语：曾我廼家寛太郎）（粵語配音：李家傑）

歌舞伎出身的演員。
- 石田香里：松本妃代（日语：松本妃代）（粵語配音：梁倩蘅）

歌劇團出身的女演員，千代的勁敵。
- 須賀廼家一二九：華井二等兵（粵語配音：鄧燦陽）

劇團「須賀廼家萬太郎一座」的團員。

### 京都的人們
- 宮元潔：西村和彦（粵語配音：郭湛深）

咖啡館老闆。
- 平田六郎：満腹満（粵語配音：梁皓翔）

咖啡店男侍。
- 宇野真理：吉川愛（粵語配音：何凱怡）

咖啡館女侍，千代的好友兼室友。
- 若崎洋子：阿部純子（粵語配音：石梓晴）

咖啡館女侍，咖啡店最高人氣的女侍。
- 黑木：吉田紀之（粵語配音：杜景煜）

假扮導演的騙子。
- 純子：朝見心（粵語配音：陳雪瑩）

咖啡店女侍，為家中有病的丈夫賺錢。
- 京子：めがね（粵語配音：植婉雯）

咖啡店女侍，曾被男人拋棄。
- 萬田：西野恭之介、原一平：小林幸太郎、水田：杉森大祐（粵語配音：陳力航、周鑫霆、簡懷甄）

上述三人皆為咖啡店的熟客。

### 鶴龜攝影所的人們
(原型為松竹株式會社)
- 小暮真治：若葉龍也（粵語配音：陳漢祺）

攝影所副導演。
- 片金平八：六角精兒（日语：六角精児）（粵語配音：袁德基）

攝影所所長。
- 守屋：澀谷天外（日语：渋谷天外 (3代目)）（粵語配音：周鑫霆）

攝影所警衛。
- 喬治本田：川島潤哉（粵語配音：柯偉聰）

攝影所導演。
- 遠山彌生：木月あかり（粵語配音：王綺婷）

攝影所女演員，後因腰痛於昭和3年被辭退。
- 高瀨百百之助：佐藤太一郎（粵語配音：郭湛深）

攝影所男演員。
- 村川茂：森準人（粵語配音：李家傑）

天才電影製作人。
- 桶口仙一：上杉祥三（粵語配音：周鑫霆）

電影導演。
- 柳達子：湖條千秋（粵語配音：馮詠恩）

美髮部主任。
- 女演員：星蘭瞳（粵語配音：石梓晴）

在桶口的作品《伯爵千金梅子》飾演女主角的演員。
- 大山鶴藏：中村鴈治郎（粵語配音：何家裕）

鶴龜攝影所母公司，鶴龜電影的社長。
- 池內：F.ジャパン（粵語配音：陳力航）

副導演，小暮真治的前輩。
- 美香本田：初夏優香（粵語配音：植婉雯）

女演員，喬治本田的妻子，接替高城百合子原於《太陽的女子》的角色城戶愛子。
- 川奈絹江、小柳歌子：和泉（日语：劇団そとばこまち）、三原悠里（粵語配音：植婉雯）

女演員，皆於昭和3年被辭退。
- 瀧野川惠：籠谷さくら（粵語配音：陳雪瑩）

女演員，鶴龜電影投資者的女兒。

### 其他人物
- 花車當郎：塚地武雅（粵語配音：何家裕）

漫才師。角色原型為藤木德郎。
- 長澤誠：生瀨勝久（粵語配音：李家傑）

劇作家。角色原型為長沖一。
- 黑衣／旁白：桂吉彌（日语：桂吉弥）（粵語配音：羅偉亮）

神出鬼沒的黑衣蒙面工作人員。
- 小暮義清：奥井隆一（粵語配音：梁皓翔）

小暮真治的父親。
- 小次郎：蟷螂襲（粵語配音：周鑫霆）

道頓掘的乞丐。
- 警官：八田浩司（粵語配音：郭湛深）

拘捕照夫的警官。
- 醫生：亀井賢二（粵語配音：梁皓翔）
- 護士：安部洋花（粵語配音：王綺婷）
- 警官：湯淺崇（粵語配音：梁皓翔）

誤以為劇場有警報而到場的巡警。
- 酒井光一：曽我廼家八十吉（粵語配音：袁德基）

NHK大阪中央放送局放送部文芸課的課長。
- 四ノ宮一雄：久保田悠来（粵語配音：梁皓翔）

NHK大阪中央放送局編成部，廣播劇演出擔當。
- 富岡竜夫：川添公二（粵語配音：陳漢祺）

NHK大阪中央放送局放送部文芸課的職員。
- 櫻庭三郎：野村尚平（粵語配音：柯偉聰）

NHK大阪中央放送局放送部文芸課，廣播劇演出助手。
- 箕輪悅子：天海祐希（照片演出）

著名女演員。

## 播出日程
| 1                                                       | 1－5     | 2020年11月30日－12月4日 （我才不可憐）        | 梛川善郎 | 17.8% |
| 2                                                       | 6－10    | 12月7日－12月11日 （道頓堀真是個好地方〜）    | 梛川善郎 | 18.2% |
| 3                                                       | 11－15   | 12月14日－12月18日 （我想做的事是什麼）       | 梛川善郎 | 18.2% |
| 4                                                       | 16－20   | 12月21日－12月25日 （哪裡都不想去）           | 盆子原誠 | 18.0% |
| 5                                                       | 21－25   | 2021年1月4日－1月8日 （成為女演員）           | 梛川善郎 | 17.5% |
| 6                                                       | 26－30   | 1月11日－1月15日 （繼續開心的冒險吧！）       | 盆子原誠 | 17.9% |
| 7                                                       | 31－35   | 1月18日－1月22日 （能喜歡你真好）             | 大嶋慧介 | 18.0% |
| 8                                                       | 36－40   | 1月25日－1月29日 （你什麼都不了解我！）       | 盆子原誠 | 17.6% |
| 9                                                       | 41－45   | 2月1日－2月5日 （絕對讓你大笑）               | 梛川善郎 | 17.8% |
| 10                                                      | 46－50   | 2月8日－2月12日 （不能拒絕當演員！）          | 中泉慧   | 17.4% |
| 11                                                      | 51－55   | 2月15日－2月19日 （家長不該期望子女幸福嗎？） | 大嶋慧介 | 17.6% |
| 12                                                      | 56－60   | 2月22日－2月26日 （只有唯一的弟弟）           | 盆子原誠 | 17.4% |
| 13                                                      | 61－65   | 3月1日－3月5日 （你並非孤身一人）             | 梛川善郎 | 18.1% |
| 14                                                      | 66－70   | 3月8日－3月12日 （兄弟鬩牆）                  | 小谷高義 | 16.9% |
| 15                                                      | 71－75   | 3月15日－3月19日 （我會過得很幸福）           | 梛川善郎 | 16.9% |
| 16                                                      | 76－80   | 3月22日－3月26日 （請叫我媽媽）               | 盆子原誠 | 16.8% |
| 17                                                      | 81－85   | 3月29日－4月2日 （我想守護的家庭劇）          | 原田氷詩 | 16.6% |
| 18                                                      | 86－90   | 4月5日－4月9日 （我的原點）                   | 小谷高義 | 16.5% |
| 19                                                      | 91－95   | 4月12日－4月16日 （名字是，鶴龜新喜劇）       | 梛川善郎 | 15.9% |
| 20                                                      | 96－100  | 4月19日－4月23日 （為何不是我？）             | 盆子原誠 | 16.3% |
| 21                                                      | 100－105 | 4月26日－4月30日 （我叫竹井千代）             | 梛川善郎 | 17.7% |
| 22                                                      | 106－110 | 5月3日－5月7日 （我最寶貴的家庭）             | 佐原裕貴 | 17.0% |
| 23                                                      | 111－115 | 5月10日－5月14日 （今天也是好天氣）           | 梛川善郎 | 17.8% |
| 平均收視率17.4%（收視率由Video Research於關東地區統計） |          |                                               |          |       |

## 製作團隊
- 編劇：八津弘幸（日语：八津弘幸）
- 音樂：嵜田一（日语：サキタハヂメ）
- 主題曲：秦基博
- 旁白：桂吉彌（日语：桂吉弥）
- 導演：梛川善郎、盆子原誠、大嶋慧介、中泉慧、小谷高義、原田氷詩、佐原裕貴
- 製作人：村山峻平
- 製作統籌：櫻井壯一、熊野律時

## 獲得獎項
- 第30回橋田獎新人賞：杉咲花（與《不良少年與白手杖女孩》一同獲獎）[6]

## 外部連結
- NHK官方網站 （页面存档备份，存于）（日語）

| 日本 NHK 連續電視小說                  | 日本 NHK 連續電視小說                          | 日本 NHK 連續電視小說 |
| -------------------------------------- | ---------------------------------------------- | --------------------- |
|                                        | 小女侍 （2020年11月30日－2021年5月14日）       |                       |
| 歡呼 （2020年3月30日－2020年11月27日） | 歡迎回來百音 （2021年5月17日－2021年10月29日） |                       |

| 香港 有線綜合娛樂台 每日 12:00 - 13:00及19:00 - 20:00        | 香港 有線綜合娛樂台 每日 12:00 - 13:00及19:00 - 20:00 | 香港 有線綜合娛樂台 每日 12:00 - 13:00及19:00 - 20:00  |
| ------------------------------------------------------------ | ----------------------------------------------------- | ------------------------------------------------------ |
|                                                              | 小女侍 （2022年10月14日－2022年11月17日）             |                                                        |
| 全能老婆 （2022年7月30日－2022年10月13日）                   | 現在很美麗 （2022年11月18日－2023年2月2日）           |                                                        |
| 香港 HOY TV 星期一至五 15:00 - 16:00 · 10月23日 暫停播映     |                                                       |                                                        |
| 坑州亞運直擊（09:00-18:30） （2023年9月24日－2023年10月7日） | 小女侍 （2023年10月9日－2023年11月27日）              | 狮子山下的故事(重播） （2023年11月28日－2024年1月3日） |

| 臺灣 緯來日本台 每週一至五 21:00 - 22:00  | 臺灣 緯來日本台 每週一至五 21:00 - 22:00    | 臺灣 緯來日本台 每週一至五 21:00 - 22:00 |
| ----------------------------------------- | ------------------------------------------- | ---------------------------------------- |
|                                           | 小侍女千代 （2023年1月30日－2023年3月24日） |                                          |
| 詐欺獵人 （2023年1月10日－2023年1月20日） | 陷阱戰爭 （2023年3月27日－2023年4月13日）   |                                          |